# Lijst van rijksmonumenten in Holysloot
De plaats Holysloot telt 1 inschrijving in het rijksmonumentenregister.
| Object             | Oorspronkelijke functie? | Bouwjaar | Architect | Locatie                  | Coördinaten?                 | Nr.?   | Afbeelding        |
| ------------------ | ------------------------ | -------- | --------- | ------------------------ | ---------------------------- | ------ | ----------------- |
| Kerk van Holysloot | Kerk en kerkonderdeel    | 1847     |           | Dorpsstraat Holysloot 30 | 52° 24' 47" NB, 5° 1' 29" OL | 491139 | Meer afbeeldingen |